# Georges Mongrédien
Pour les articles homonymes, voir Mongrédien.
Georges Adolphe Marcel Mongrédien, né à Paris le 19 août 1901 et mort à Bry-sur-Marne le 15 novembre 1980, est un historien français, spécialiste de la littérature, du théâtre et de la société française du XVIIe siècle.

## Publications principales
- Étude sur la vie et l'œuvre de Nicolas Vauquelin, seigneur des Yveteaux, précepteur de Louis XIII (1567-1649), Paris, Auguste Picard, 1921, 301 p. (présentation en ligne), [présentation en ligne].
- Mademoiselle Du Parc, 1923.
- L'Abbé de Pure et les Précieuses, 1925.
- L'Acteur Mondory et les origines du Marais, 1925.
- Un amant de Ninon de Lanclos, le marquis de Villarceaux, Paris, 1926.
- Bibliographie des œuvres du facétieux Bruscambille, Chartres, 1926.
- Un ennemi de Molière, le comédien de Villiers, 1926.
- Jodelet, le fariné, 1926.
- Les Grands comédiens du XVIIe siècle, Paris, 1927.
- Les Poésies de Molière et celles qui lui ont été attribuées (essai bibliographique), Paris, 1927.
- « Le Mécène de Corneille, M. de Montauron », Revue de France, 15 novembre 1928.
- « Molière et Corneille », La Revue mondiale, 15 avril 1928, pp. 370-380.
- “Athalie” de Racine, avec un index alphabétique de tous les noms cités, Paris, 1929.
- Bibliographie tabarinique, Paris, 1929.
- Le Bourreau du cardinal de Richelieu : Isaac de Laffemas, Paris, 1929.
- Le XVIIe siècle galant : libertins et amoureuses, Paris, 1929.
- Chavaroche, intendant de l'Hôtel de Rambouillet, 1930.
- Une rivale de la marquise de Rambouillet : la vicomtesse d'Auchy, 1931.
- La vie privée de Louis XIV, Paris, 1938.
- Marion de Lorme et ses amours, Paris, 1940.
- Madeleine de Scudéry et son salon, Paris, 1946.
- La Vie littéraire au XVIIe siècle, Paris, 1947.
- La Vie quotidienne sous Louis XIV, Paris, 1948.
- La Vie de société aux XVIIe et XVIIIe siècles, Paris, 1950.
- La Vie privée de Molière, Paris, 1950.
- Une aventurière au Grand Siècle : la duchesse Mazarin, Paris, 1952.
- Le Masque de fer, Paris, Hachette, coll. « Énigmes de l'histoire », 1952, 256 p. (présentation en ligne).
- Madame de Montespan et l'affaire des poisons, Paris, Hachette, 1953, 224 p. (présentation en ligne).
- L'Affaire Foucquet, Paris, Hachette, 1956, 252 p. (présentation en ligne).
- Le Grand Condé, Paris, 1959.
- Dictionnaire biographique des comédiens français du XVIIe siècle, suivi d'un inventaire des troupes, 1590-1710, Paris, CNRS, 1961.
- La Journée des Dupes : 10 novembre 1630, Paris, Gallimard, coll. « Trente journées qui ont fait la France » (no 14), 1961, XXIV-276 p.
- Colbert, Paris, 1963.
- Cyrano de Bergerac, Paris, Berger-Levrault, 1964.
- Recueil des textes et documents du XVIIe siècle relatifs à Molière, Paris, CNRS, 1965, 2 vol., 823 p., présentation en ligne.
- La Vie quotidienne des comédiens au temps de Molière, Paris, 1966.
- Léonora Galigaï : un procès de sorcellerie sous Louis XIII, Paris, 1968.
- La Querelle de L'École des Femmes, Édition Critique, Paris, 1972.
- Recueil des textes et des documents du XVIIe siècle relatifs à Corneille, Paris, CNRS, 1972.
- Recueil des textes et des documents du XVIIe siècle relatifs à La Fontaine, Paris, CNRS, 1973, 243 p., présentation en ligne.

## Distinctions
De l'Académie française : 
- 1930 : prix d’Académie pour Libertines et amoureuses
- 1935 : prix Saintour pour Historiettes de Tallemant des Réaux
- 1952 : prix Durchon-Louvet
- 1967 : prix Durchon-Louvet pour La vie quotidienne des Comédiens au temps de Molière